# Châtillon-sur-Oise
Châtillon-sur-Oise és un municipi francès situat al departament de l'Aisne i a la regió dels Alts de França. L'any 2007 tenia 141 habitants.

## Demografia

### Població
El 2007 la població de fet de Châtillon-sur-Oise era de 141 persones. Hi havia 60 famílies de les quals 20 eren unipersonals (16 homes vivint sols i 4 dones vivint soles), 12 parelles sense fills, 24 parelles amb fills i 4 famílies monoparentals amb fills.
La població ha evolucionat segons el següent gràfic:
Habitants censats

### Habitatges
El 2007 hi havia 67 habitatges, 58 eren l'habitatge principal de la família, 6 eren segones residències i 3 estaven desocupats. Tots els 67 habitatges eren cases. Dels 58 habitatges principals, 53 estaven ocupats pels seus propietaris, 3 estaven llogats i ocupats pels llogaters i 2 estaven cedits a títol gratuït; 2 tenien dues cambres, 9 en tenien tres, 16 en tenien quatre i 31 en tenien cinc o més. 35 habitatges disposaven pel capbaix d'una plaça de pàrquing. A 24 habitatges hi havia un automòbil i a 26 n'hi havia dos o més.

### Piràmide de població
La piràmide de població per edats i sexe el 2009 era:
| Homes | Edats   | Dones |
| ----- | ------- | ----- |
| 0     | 95 o +  | 0     |
| 0     | 90 a 94 | 0     |
| 4     | 85 a 89 | 0     |
| 0     | 80 a 84 | 0     |
| 0     | 75 a 79 | 4     |
| 0     | 70 a 74 | 0     |
| 0     | 65 a 69 | 12    |
| 4     | 60 a 64 | 0     |
| 0     | 55 a 59 | 0     |
| 0     | 50 a 54 | 0     |
| 20    | 45 a 49 | 8     |
| 8     | 40 a 44 | 0     |
| 0     | 35 a 39 | 12    |
| 8     | 30 a 34 | 4     |
| 0     | 25 a 29 | 0     |
| 0     | 20 a 24 | 0     |
| 16    | 15 a 19 | 8     |
| 24    | 10 a 14 | 8     |
| 4     | 5 a 9   | 4     |
| 4     | 0 a 4   | 0     |

## Economia
El 2007 la població en edat de treballar era de 100 persones, 70 eren actives i 30 eren inactives. De les 70 persones actives 64 estaven ocupades (39 homes i 25 dones) i 5 estaven aturades (2 homes i 3 dones). De les 30 persones inactives 9 estaven jubilades, 12 estaven estudiant i 9 estaven classificades com a «altres inactius».

### Ingressos
El 2009 a Châtillon-sur-Oise hi havia 57 unitats fiscals que integraven 131,5 persones, la mediana anual d'ingressos fiscals per persona era de 22.275 €.

### Activitats econòmiques
Dels 3 establiments que hi havia el 2007, 1 era d'una empresa de serveis, 1 d'una entitat de l'administració pública i 1 d'una empresa classificada com a «altres activitats de serveis».
Dels 2 establiments de servei als particulars que hi havia el 2009, 1 era una fusteria i 1 saló de bellesa.
L'any 2000 a Châtillon-sur-Oise hi havia 5 explotacions agrícoles.

## Poblacions més properes
El següent diagrama mostra les poblacions més properes.